# HD 105416
HD 105416，又名CD-47 7396，SAO 223235、HR 4620，是一颗恒星，视星等为5.34，位于銀經295.62，銀緯13.57，其B1900.0坐标为赤經12h 3m 3.8s，赤緯-48° 13.57′ 8″。